# Międzynarodowy Dziecięcy Festiwal Piosenki i Tańca w Koninie
Międzynarodowy Dziecięcy Festiwal Piosenki i Tańca w Koninie – koniński festiwal narodził się w 1979 roku pod nazwą Ogólnopolskie Konfrontacje Dziecięcych Zespołów Tanecznych. Początkowo obejmował trzy kategorie: układ rewiowo-estradowy, taniec towarzyski i małe formy taneczne. 
W roku 1983 festiwal stał się imprezą międzynarodową, a w 1984 – dołączyli do niego młodzi śpiewacy. Stopniowo rosło zainteresowanie festiwalem i angażowało się w niego coraz więcej osób. W roku 1998 ponownie zmieniono nazwę – na aktualną tj. Międzynarodowy Dziecięcy Festiwal Piosenki i Tańca, a od 2001 stał się on członkiem Światowej Organizacji Festiwali FIDOF.
W latach 2001–2002 (z kontynuacją w kolejnych latach) w ramach festiwalu miał miejsce „EuroKonkurs”, czyli organizowany we współpracy z Telewizją Polską konkurs piosenki stanowiący wraz z podobnym projektem (pod nazwą MGP Nordic, a do 2002 roku jako „Duński Grand Prix dla Dzieci") realizowanym równolegle przez duńskiego nadawcę publicznego DR zaplecze do stworzenia Konkursu Piosenki Eurowizji dla Dzieci.